# Oude en voorhistorische beukenbossen van de Karpaten en andere regio's van Europa
De UNESCO-werelderfgoedinschrijving Oude en voorhistorische beukenbossen van de Karpaten en andere regio's van Europa vormt een internationaal beschermd gebied met afzonderlijke boscomplexen, waarvan er zes in Oekraïne, vier in Slowakije en (sinds de uitbreiding in 2011) vijf in Duitsland liggen. Sinds de uitbreiding in 2017 behoren ook beukenbossen in Albanië, Oostenrijk, België, Bulgarije, Kroatië, Italië, Polen, Roemenië, Slovenië en Spanje tot dit werelderfgoed. De complexen vormen een opmerkelijk voorbeeld van ongestoorde, gematigde bossen en stellen de meest volledige en uitvoerige ecologische patronen van de beuk (Fagus sylvatica) tentoon bij een verscheidenheid aan milieucondities.
De Oekraïense en Slowaakse complexen staan sinds de 31e sessie van de Commissie voor het Werelderfgoed van 2007 op de werelderfgoedlijst. De kernzones van deze gebieden hebben een gezamenlijke oppervlakte van 292,78 km² en een gezamenlijke bufferzone van 486,927 km². Het gebied stond tot aan de uitbreiding op 25 juni 2011 bekend onder de naam Voorhistorische beukenbossen van de Karpaten.
Tijdens de 35e sessie van de Commissie voor het Werelderfgoed werd geoordeeld dat vijf vrijwel onaangetaste, oude beukenbossen in Duitsland, bij de reeds bestaande complexen gevoegd zouden worden onder dezelfde inschrijving. Vanwege deze uitbreiding werd de naam van de inschrijving veranderd in Voorhistorische beukenbossen van de Karpaten en de oude beukenbossen van Duitsland. De kernzones van deze Duitse gebieden hebben een gezamenlijke oppervlakte van 43,912 km² en een gezamenlijke bufferzone van 137,096 km².. Sinds de uitbreiding op 7 juli 2017 tijdens de 41e sessie van de Commissie voor het Werelderfgoed behoren ook beukenbossen in Albanië, Oostenrijk, België, Bulgarije, Kroatië, Italië, Roemenië, Slovenië en Spanje tot dit werelderfgoed, dat nu de naam Oude en voorhistorische beukenbossen van de Karpaten en andere regio's van Europa draagt (fr: Forêts primaires et anciennes de hêtres des Carpates et d’autres régions d’Europe; en: Ancient and Primeval Beech Forests of the Carpathians and Other Regions of Europe). In juli 2021 werd het werelderfgoed tijdens de 44e sessie van de Commissie voor het Werelderfgoed uitgebreid met deelgebieden in Bosnië-Herzegovina, Tsjechië, Frankrijk, Italië, Noord-Macedonië, Polen, Servië, Slowakije, Zwitserland.

## Inschrijving van het erfgoed in 2007
In Oekraïne vallen zes gebieden onder de werelderfgoedinschrijving. Het natuurreservaat Stoezjytsja-Oezjok ligt in het Nationaal Park Oezjansky. De overige gebieden vallen onder het Karpatisch Biosfeerreservaat. In Slowakije vallen vier gebieden onder de werelderfgoedinschrijving. Een van deze ligt in het Landschapspark Vihorlat. De overige drie gebieden liggen in het Nationaal Park Poloniny.
| Naam                                             | Land      | Jaar van inschrijving | Grootte    |
| ------------------------------------------------ | --------- | --------------------- | ---------- |
| Beschermd bergmassief Koeziejsky                 | Oekraïne  | 2007                  | 49,25 km²  |
| Beschermd bergmassief Marmarosj                  | Oekraïne  | 2007                  | 89,9 km²   |
| Beschermd bergmassief Oeholsko-Sjyrokoloezjansky | Oekraïne  | 2007                  | 155,8 km²  |
| Beschermd bergmassief Svydovetsky                | Oekraïne  | 2007                  | 65,8 km²   |
| Beschermd bergmassief Tsjornohirsky              | Oekraïne  | 2007                  | 163,75 km² |
| Stoezjytsja-Oezjok in Nationaal Park Oezjansky   | Oekraïne  | 2007                  | 61,47 km²  |
| Oerbos Rožok in Nationaal Park Poloniny          | Slowakije | 2007                  | 0,6551 km² |
| Oerbos Havešová in Nationaal Park Poloniny       | Slowakije | 2007                  | 1,713 km²  |
| Oerbos Stužica in Nationaal Park Poloniny        | Slowakije | 2007                  | 7,615 km²  |
| Oerbos Vihorlat                                  | Slowakije | 2007                  | 49,91 km²  |

## Uitbreiding in 2011
In 2011 zijn vijf gebieden in Duitsland aan de werelderfgoedinschrijving toegevoegd. De keuze voor gebieden in Duitsland is niet toevallig, omdat Duitsland in de kern van het verspreidingsgebied van de beuk ligt. De vijf meest unieke beukenbossen van Duitsland werden geselecteerd; waarvan twee in de middelgebergten en drie in de laaglandgebieden.
| Naam                                     | Land      | Jaar van inschrijving | Grootte    |
| ---------------------------------------- | --------- | --------------------- | ---------- |
| Grumsiner Forst                          | Duitsland | 2011                  | 8,644 km²  |
| Nationaal Park Hainich (Hainich)         | Duitsland | 2011                  | 56,588 km² |
| Nationaal Park Jasmund                   | Duitsland | 2011                  | 30,03 km²  |
| Nationaal Park Kellerwald-Edersee        | Duitsland | 2011                  | 57,385 km² |
| Serrahn (deel van Nationaal Park Müritz) | Duitsland | 2011                  | 28,361 km² |

## Uitbreiding in 2017

### Albanese deelgebieden
In Albanië vallen twee gebieden onder de werelderfgoedinschrijving.
| Naam                                              | Land    | Jaar van inschrijving | Grootte     |
| ------------------------------------------------- | ------- | --------------------- | ----------- |
| Rrajca in Nationaal park Shebenik-Jabllanicë      | Albanië | 2017                  | 2.129,45 ha |
| Lumi i Gashit (Nationaal park Alpet e Shqipërisë) | Albanië | 2017                  | 1.261,52 ha |

### Belgische deelgebieden
In België valt één gebied onder de werelderfgoedinschrijving.
| Naam                                                                              | Land   | Jaar van inschrijving | Grootte   |
| --------------------------------------------------------------------------------- | ------ | --------------------- | --------- |
| Delen van drie bosreservaten in het Zoniënwoud: Zwaenepoel, Grippensdelle, Ticton | België | 2017                  | 269,31 ha |

### Bulgaarse deelgebieden
In Bulgarije valt één gebied onder de werelderfgoedinschrijving.
| Naam | Land      | Jaar van inschrijving | Grootte |
| --- | --------- | --------------------- | ------- |
| strikte natuurreservaten Boatin, Tsarichina, Kozya Stena, Steneto, Stara reka, Dzhendema, Severen Dzhendem, Sokolna, Peeshti skali in Nationaal Park Centrale Balkan | Bulgarije | 2017                  |         |

### Kroatische deelgebieden
In Kroatië vallen twee gebieden onder de werelderfgoedinschrijving.
| Naam                                                                                    | Land    | Jaar van inschrijving | Grootte |
| --------------------------------------------------------------------------------------- | ------- | --------------------- | ------- |
| Rrajca in Nationaal Park Paklenica                                                      | Kroatië | 2017                  |         |
| strikt natuurreservaat Hajdučki i Rožanski kukovi in Nationaal Park Noordelijke Velebit | Kroatië | 2017                  |         |

### Italiaanse deelgebieden
In Italië vallen vijf gebieden onder de werelderfgoedinschrijving.
| Naam | Land   | Jaar van inschrijving | Grootte |
| --- | ------ | --------------------- | ------- |
| Sasso Fratino in Nationaal park Foreste Casentinesi, Monte Falterona, Campigna                                              | Italië | 2017                  |         |
| Val Cervara, Selva Moricento, Coppo del Principe, Coppo del Morto en Val Fondillo in Nationaal park Abruzzo, Lazio e Molise | Italië | 2017                  |         |
| Monte Cimino en Monte Raschio in Lazio                                                                                      | Italië | 2017                  |         |
| Cozzo Ferriero in Nationaal Park Pollino                                                                                    | Italië | 2017                  |         |
| Foresta Umbra-Falascone in Nationaal park Gargano                                                                           | Italië | 2017                  |         |

### Oostenrijkse deelgebieden
In Oostenrijk vallen twee gebieden onder de werelderfgoedinschrijving.
| Naam                        | Land       | Jaar van inschrijving | Grootte  |
| --------------------------- | ---------- | --------------------- | -------- |
| Nationaal Park Kalkalpen    | Oostenrijk | 2017                  | 52,5 km² |
| Wildernisgebied Dürrenstein | Oostenrijk | 2017                  | 35 km²   |

### Roemeense deelgebieden
In Roemenië vallen acht gebieden onder de werelderfgoedinschrijving.
| Naam | Land     | Jaar van inschrijving | Grootte |
| --- | -------- | --------------------- | ------- |
| Izvoarele Nerei in Nationaal park Semenic-Cheile Carașului                                              | Roemenië | 2017                  |         |
| Nationaal park Cheile Nerei-Beușnița                                                                    | Roemenië | 2017                  |         |
| Domogled, Coronini – Bedina, Iauna Craiovei en Ciucevele Cernei in Nationaal park Domogled-Valea Cernei | Roemenië | 2017                  |         |
| Masivul Cozia en Lotrișor in Nationaal park Cozia                                                       | Roemenië | 2017                  |         |
| Codrul secular Șinca                                                                                    | Roemenië | 2017                  |         |
| Codrul secular Slătioara                                                                                | Roemenië | 2017                  |         |
| Groșii Țibleșului: Izvorul Șurii en Preluci                                                             | Roemenië | 2017                  |         |
| Strâmbu Băiuț                                                                                           | Roemenië | 2017                  |         |

### Sloveense deelgebieden
In Slovenië vallen twee gebieden onder de werelderfgoedinschrijving.
| Naam                           | Land     | Jaar van inschrijving | Grootte |
| ------------------------------ | -------- | --------------------- | ------- |
| bosreservaat Krokar            | Slovenië | 2017                  | 74,50   |
| bosreservaat Snežnik – Ždrocle | Slovenië | 2017                  | 720,24  |

### Spaanse deelgebieden
In Spanje vallen drie gebieden onder de werelderfgoedinschrijving.
| Naam | Land   | Jaar van inschrijving | Grootte |
| --- | ------ | --------------------- | ------- |
| Canal de Asotín en Cuesta Fría in Nationaal park Picos de Europa                                                                 | Spanje | 2017                  | 273 ha  |
| Lizardoia en Aztaparreta in Navarra                                                                                              | Spanje | 2017                  | 239 ha  |
| beukenbossen van de Sierra de Ayllón: Montejo de la Sierra in Madrid, Riofrío de Riaza in Segovia en Tejera Negra in Guadalajara | Spanje | 2017                  |         |

## Uitbreiding in 2021
Dertig componenten werden toegevoegd, de grenzen van 7 bestaande componenten (5 bestaande bosclusters) werden gewijzigd. 

### Bosnische deelgebieden
| Naam         | Land                  | Jaar van inschrijving | Grootte   |
| ------------ | --------------------- | --------------------- | --------- |
| Prašuma Janj | Bosnië en Herzegovina | 2021                  | 295,04 ha |

### Zwitserse deelgebieden
| Naam                                             | Land        | Jaar van inschrijving | Grootte   |
| ------------------------------------------------ | ----------- | --------------------- | --------- |
| Forêt de la Bettlachstock                        | Zwitserland | 2021                  | 195,43 ha |
| Bosreservaten Valli di Lodano, Busai en Soladino | Zwitserland | 2021                  | 806,78 ha |

### Tsjechische deelgebieden
| Naam   | Land     | Jaar van inschrijving | Grootte   |
| ------ | -------- | --------------------- | --------- |
| Jizera | Tsjechië | 2021                  | 444,81 ha |

### Franse deelgebieden
| Naam                                    | Land      | Jaar van inschrijving | Grootte   |
| --------------------------------------- | --------- | --------------------- | --------- |
| Mont Aigoual in Nationaal park Cevennen | Frankrijk | 2021                  | 75,03 ha  |
| Chapitre                                | Frankrijk | 2021                  | 371,30 ha |
| Chizé                                   | Frankrijk | 2021                  | 156,12 ha |
| Forêt de Fontainebleau                  | Frankrijk | 2021                  | 248,48 ha |
| Grand Ventron                           | Frankrijk | 2021                  | 257,09 ha |
| Massane                                 | Frankrijk | 2021                  | 121,49 ha |
| Py-Pas de Rotja                         | Frankrijk | 2021                  | 246,03 ha |
| Sainte-Baume                            | Frankrijk | 2021                  | 128,63 ha |
| Saint-Pé-de-Bigorre                     | Frankrijk | 2021                  | 924,71 ha |

### Italiaanse deelgebieden
| Naam                                                     | Land   | Jaar van inschrijving | Grootte   |
| -------------------------------------------------------- | ------ | --------------------- | --------- |
| Falascone in Foresta Umbra in Nationaal park Gargano     | Italië | 2021                  | 254,30 ha |
| Pavari-Sfilzi in Foresta Umbra in Nationaal park Gargano | Italië | 2021                  | 667,13 ha |
| Cozzo Ferriero in Nationaal park Pollino                 | Italië | 2021                  | 95,75 ha  |
| Pollinello in Nationaal park Pollino                     | Italië | 2021                  | 477,94 ha |
| Valle Infernale in Nationaal park Aspromonte             | Italië | 2021                  | 320,79 ha |

### Macedonische deelgebieden
| Naam         | Land            | Jaar van inschrijving | Grootte   |
| ------------ | --------------- | --------------------- | --------- |
| Dlaboka Reka | Noord-Macedonië | 2021                  | 193,27 ha |

### Poolse deelgebieden
| Naam                                                            | Land  | Jaar van inschrijving | Grootte    |
| --------------------------------------------------------------- | ----- | --------------------- | ---------- |
| Polonina Wetlinska en Smerek in Nationaal Park Bieszczady       | Polen | 2021                  | 1178,03 ha |
| Vallei van de Terebowiec-stroom in Nationaal Park Bieszczady    | Polen | 2021                  | 201 ha     |
| Vallei van de Wolosatka-stroom in Nationaal Park Bieszczady     | Polen | 2021                  | 586,66 ha  |
| Grensrichel en Gorna Solinkavallei in Nationaal Park Bieszczady | Polen | 2021                  | 1506,05 ha |

### Servische deelgebieden
| Naam                                       | Land   | Jaar van inschrijving | Grootte    |
| ------------------------------------------ | ------ | --------------------- | ---------- |
| Papratski Do in Nationaal park Fruška Gora | Servië | 2021                  | 65,36 ha   |
| Ravne in Nationaal park Fruška Gora        | Servië | 2021                  | 93,43 ha   |
| Kozje Stene in Nationaal park Kopaonik     | Servië | 2021                  | 451,47 ha  |
| Rača in Nationaal park Tara                | Servië | 2021                  | 215,94 ha  |
| Zvezda in Nationaal park Tara              | Servië | 2021                  | 1873,67 ha |

### Slowaakse deelgebieden
| Naam                                                      | Land      | Jaar van inschrijving | Grootte    |
| --------------------------------------------------------- | --------- | --------------------- | ---------- |
| Oerbos Havešová in Nationaal Park Poloniny                | Slowakije | 2021                  | 167,88 ha  |
| Oerbos Rožok in Nationaal Park Poloniny                   | Slowakije | 2021                  | 74,37 ha   |
| Oerbos Stužica - Bukovské Vrch in Nationaal Park Poloniny | Slowakije | 2021                  | 1742,47 ha |
| Oerbos Stužica - Udava in Nationaal Park Poloniny         | Slowakije | 2021                  | 455,82 ha  |
| Kyjovský prales in Oerbos Vihorlat                        | Slowakije | 2021                  | 289,41 ha  |
| Vihorlat in Oerbos Vihorlat                               | Slowakije | 2021                  | 1553,06 ha |

## Afbeeldingen

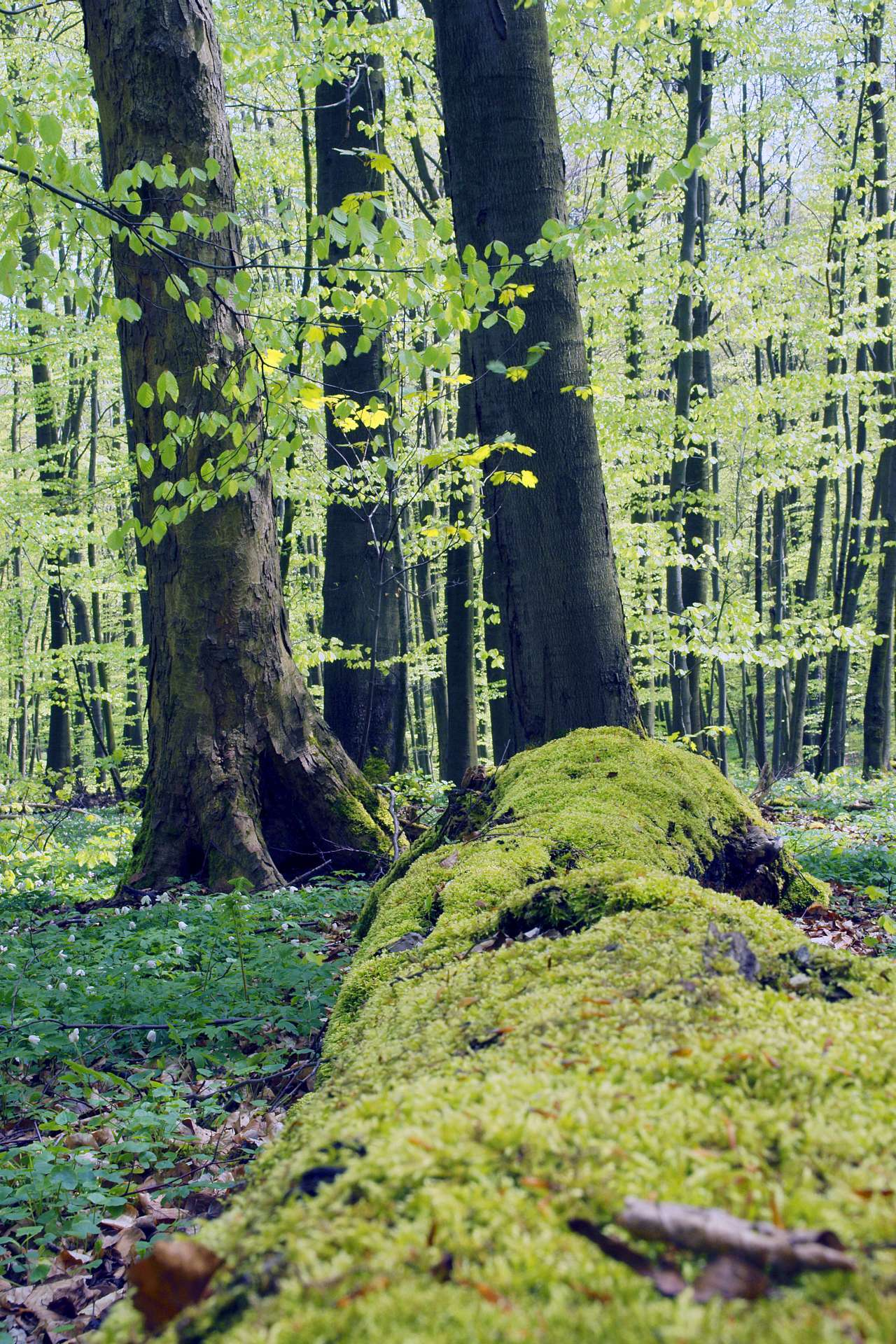
Beukenwoud in het Nationaal Park Hainich.
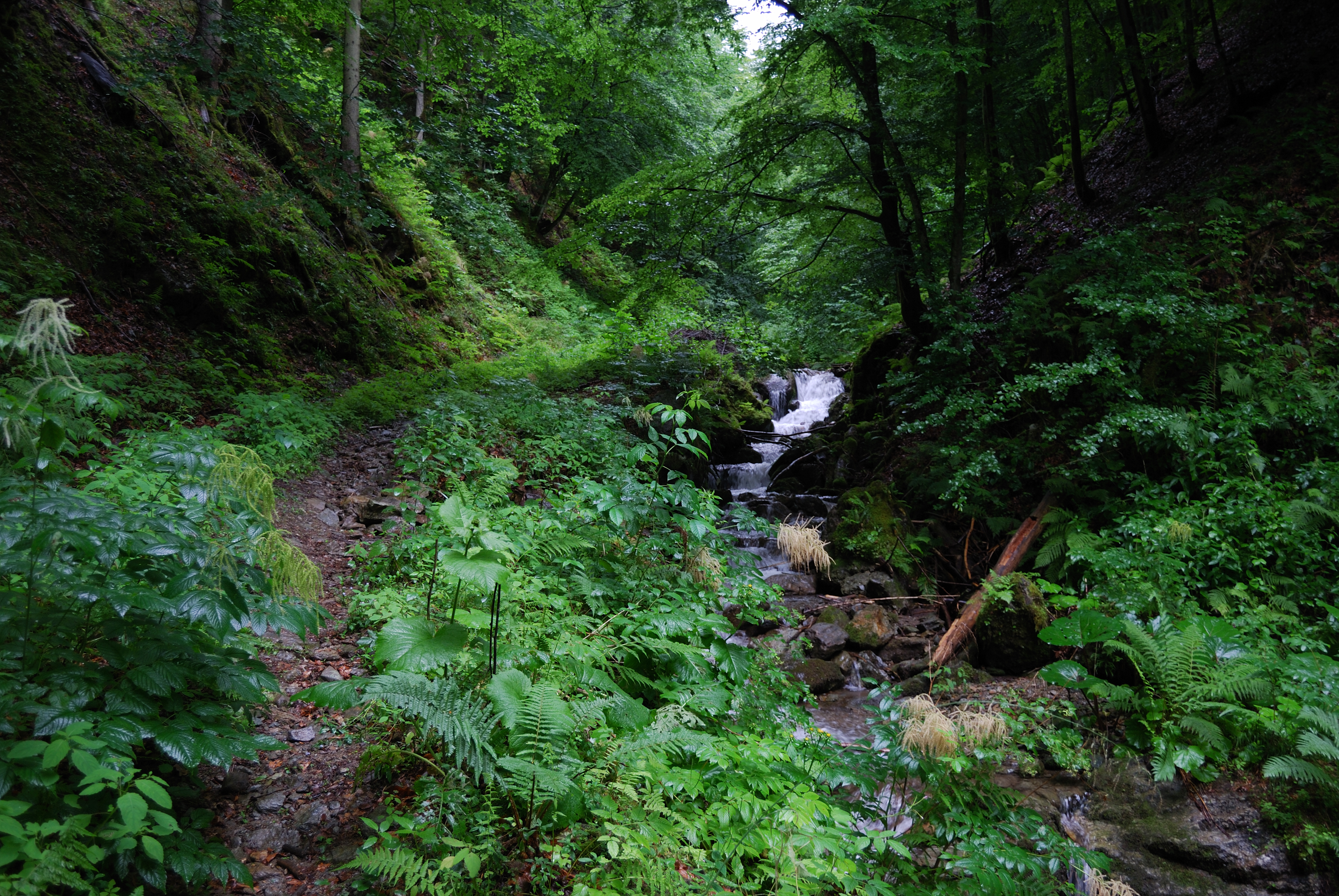
Bospad door het beschermde bergmassief Koeziejsky.
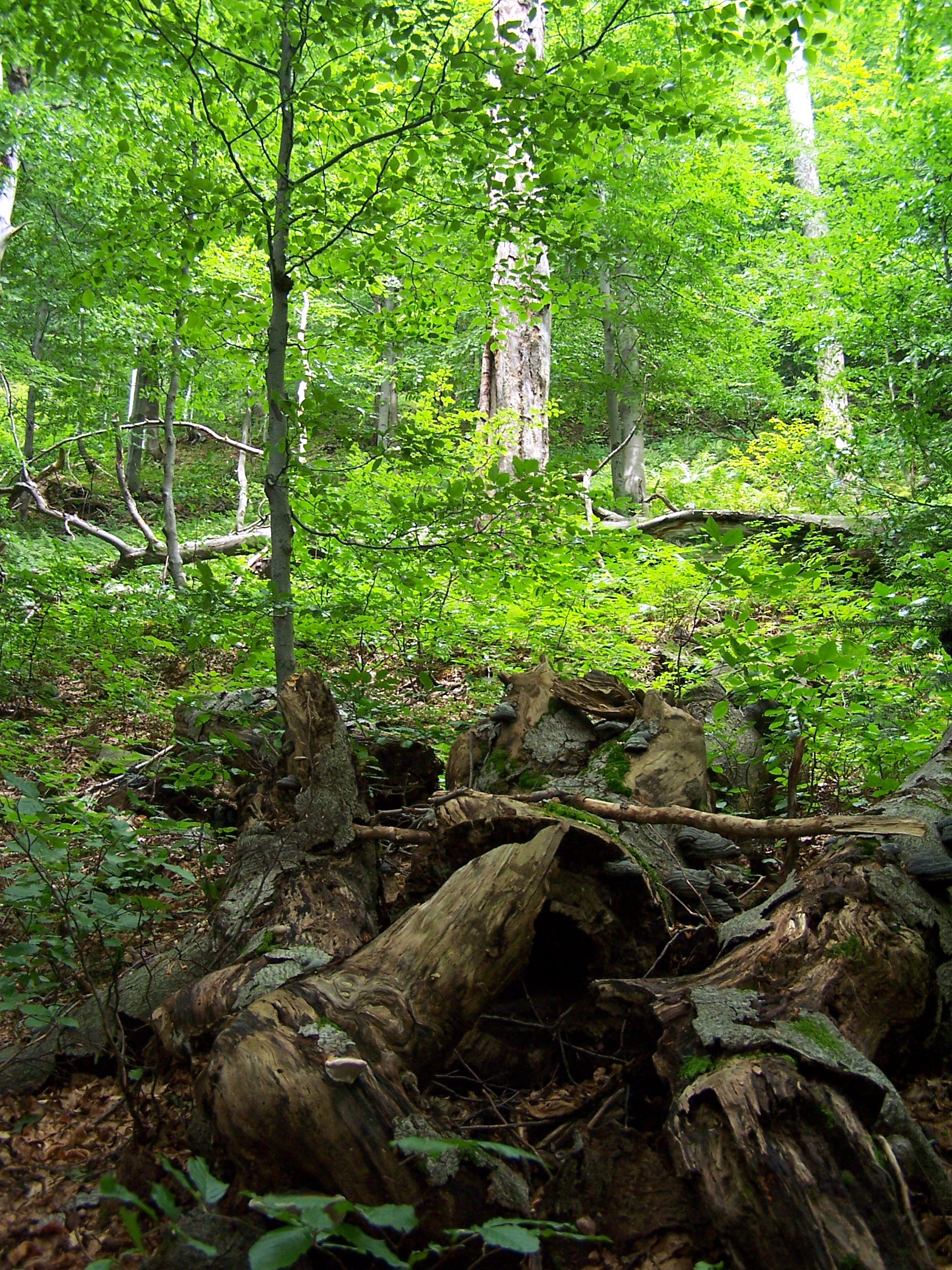
Rottend hout in het Oerbos Stužica in het Nationaal Park Poloniny.
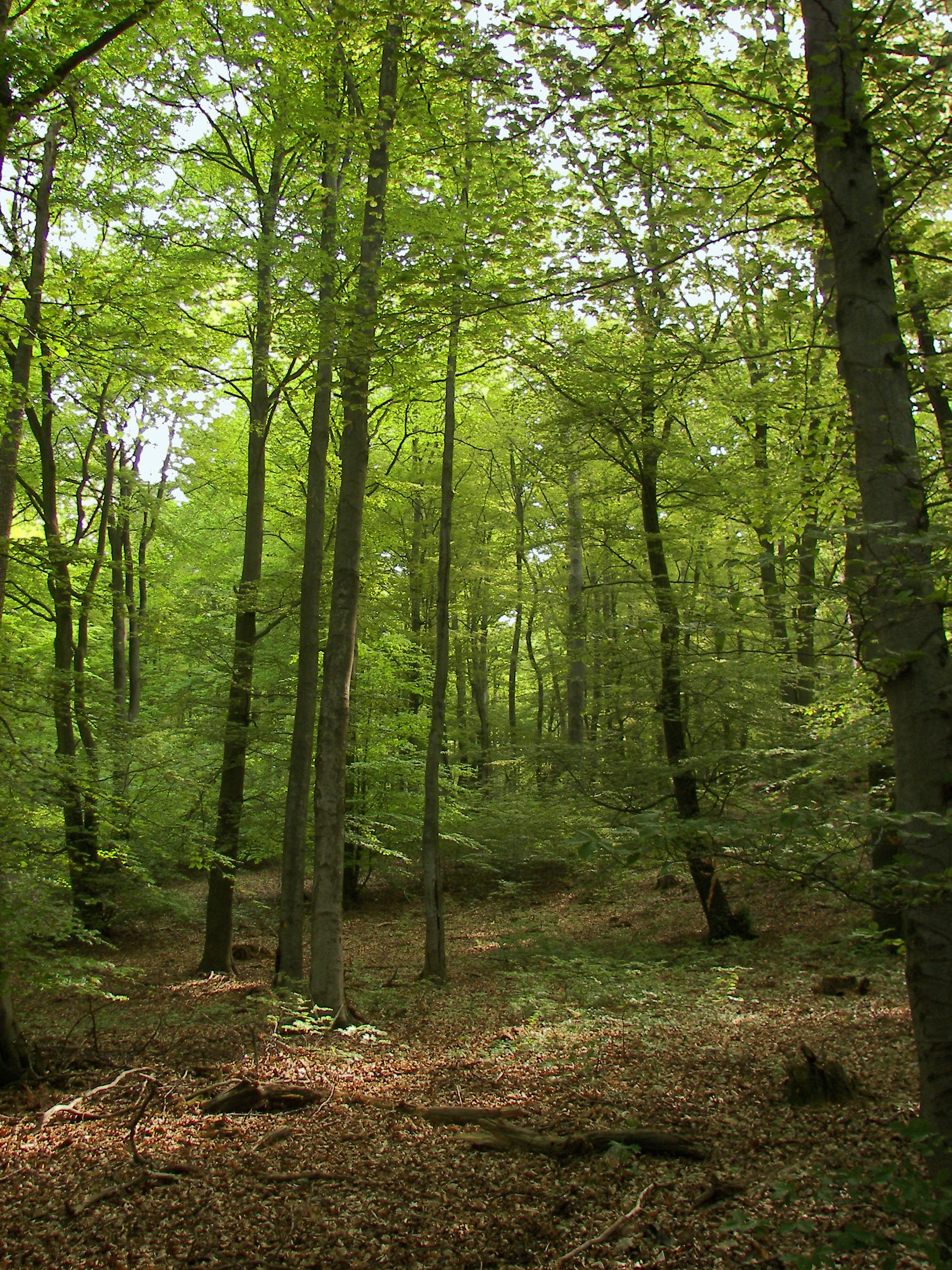
Beukenwoud in het Nationaal Park Kellerwald-Edersee.
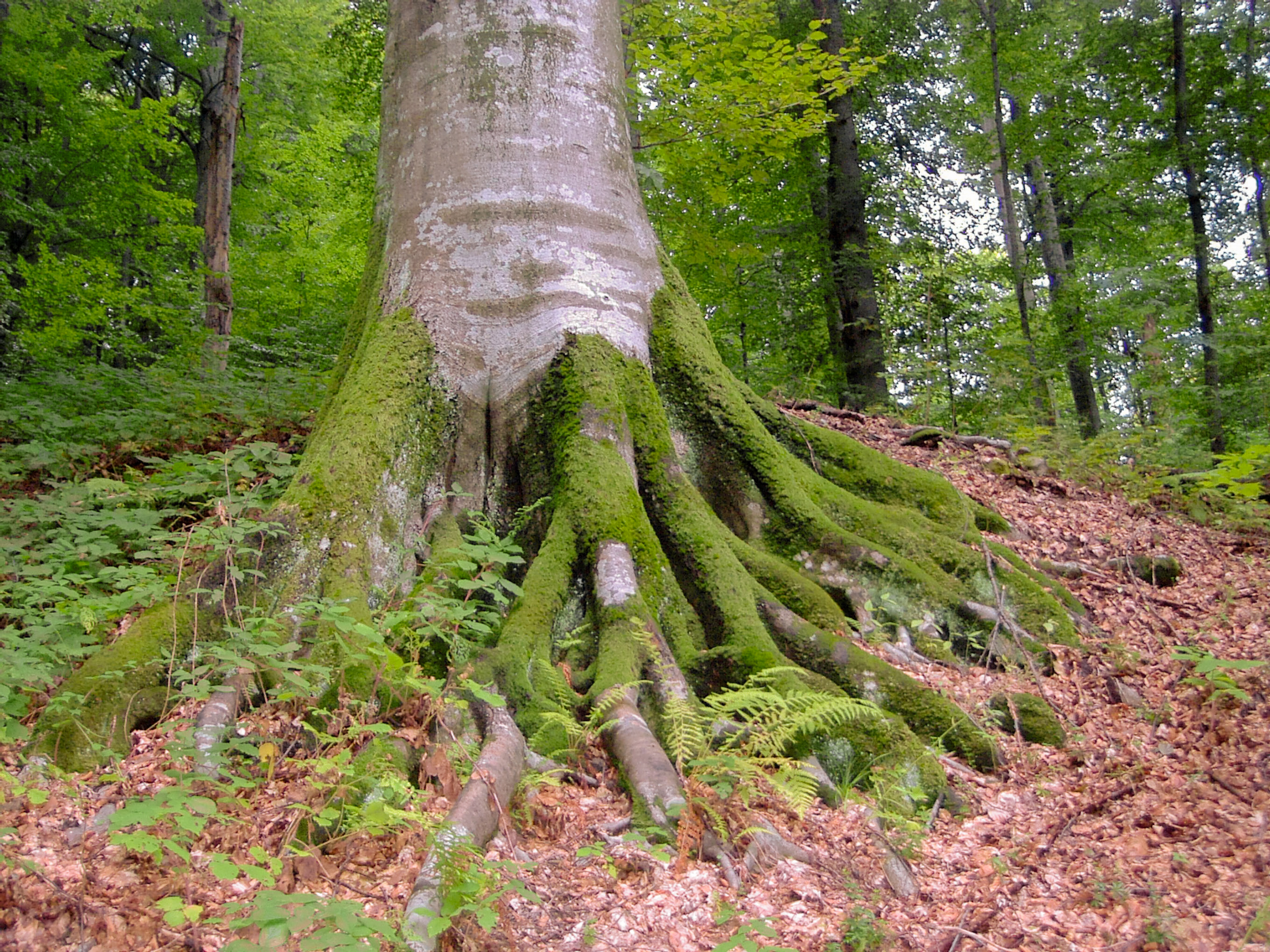
Oude beuk met bovenaardse worteltakken in het beschermde bergmassief Oeholka-Sjyroky.
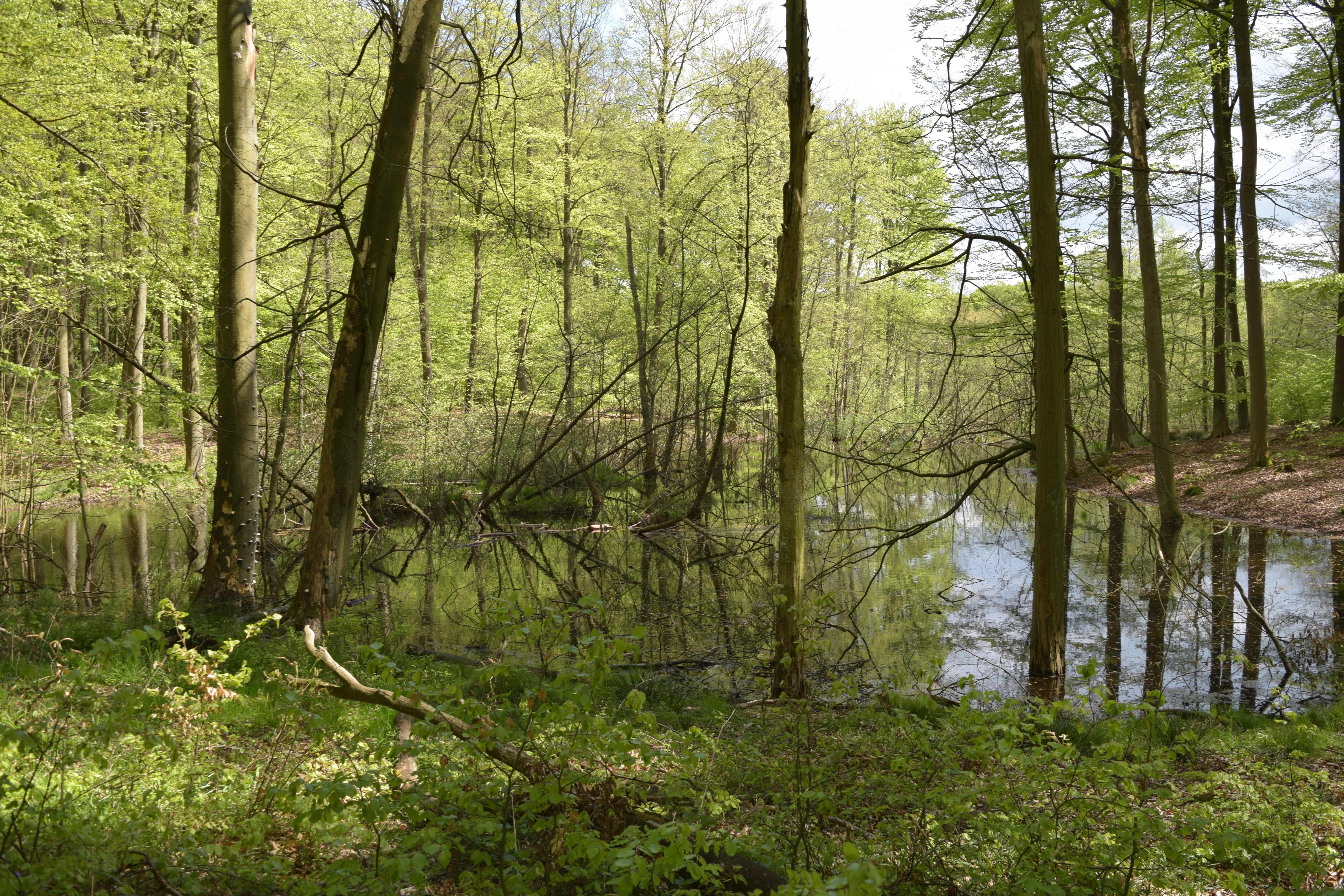
Vochtig beukenbos van het Grumsiner Forst.
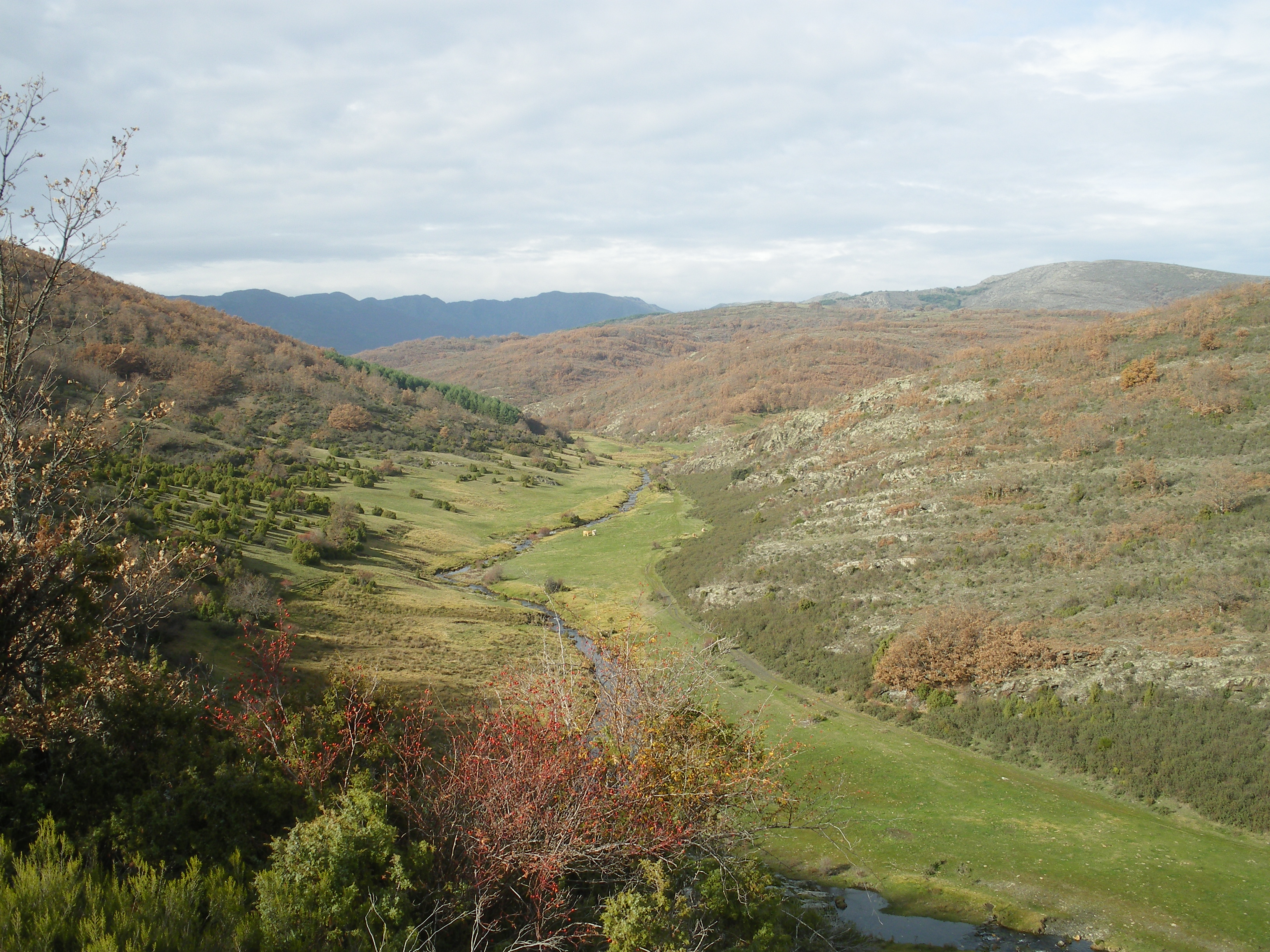
Beukenbos in Natuurpark Hayedo de Tejera Negra
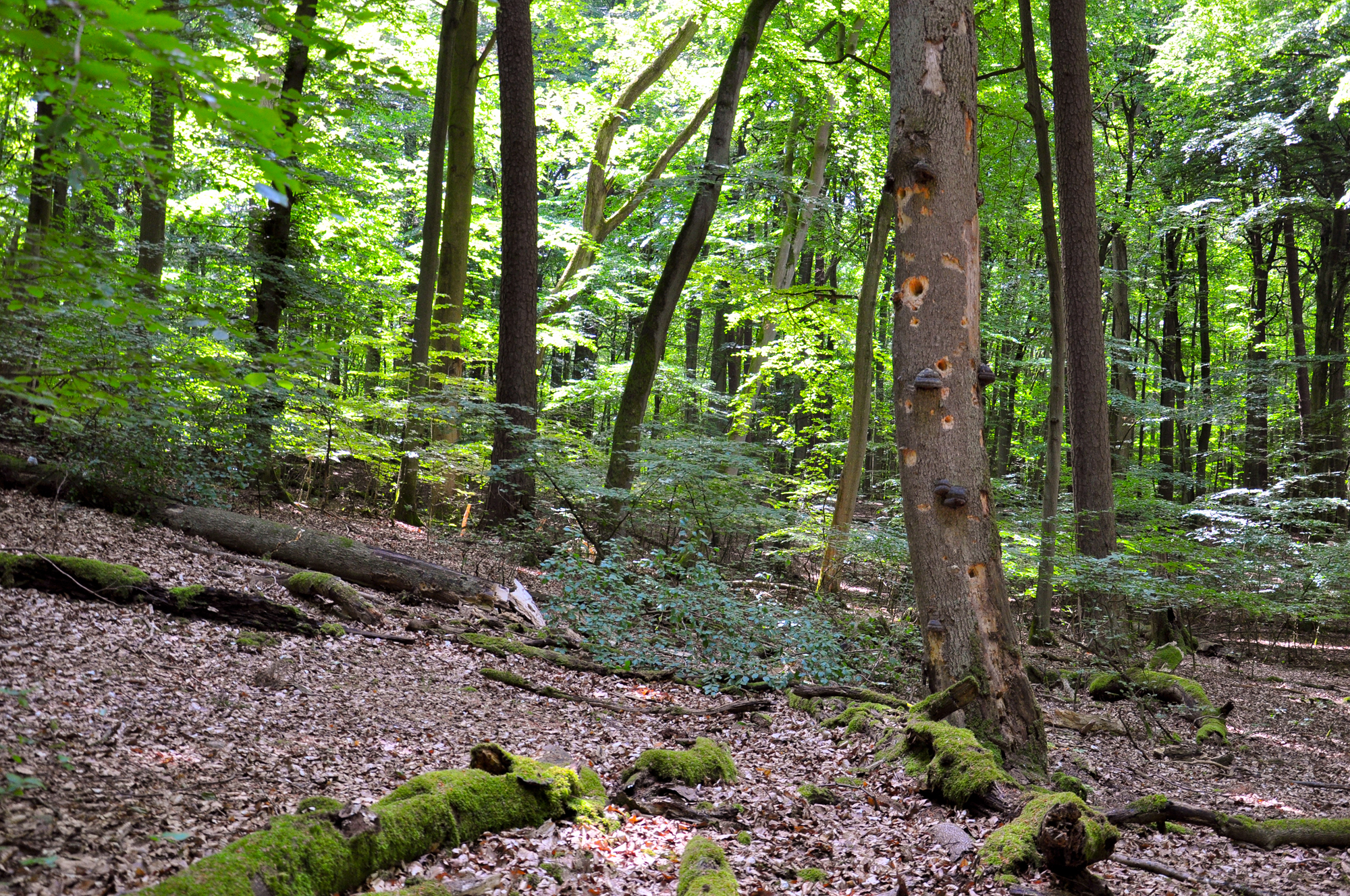
Boom met spechtenholen in het beukenbos van Serrahn in het Nationaal Park Müritz.